# 常宝霖
常宝霖（1924年7月25日—2000年），艺名二蘑菇，笔名常沛然，男，满族，原籍北京，生于天津，中国相声表演艺术家。师从侯一尘。

## 家庭
父常连安，兄常宝堃，弟常宝霆、常宝华、常宝庆、常宝丰。